# NGC 923
NGC 923 je spirální galaxie v souhvězdí Andromedy. Její zdánlivá jasnost je 13,7m a úhlová velikost 0,8′ × 0,6′. Je vzdálená 258 milionů světelných let, průměr má 60 000 světelných let. Galaxii objevil 30. října 1878 Édouard Stephan.